# 中谷秀

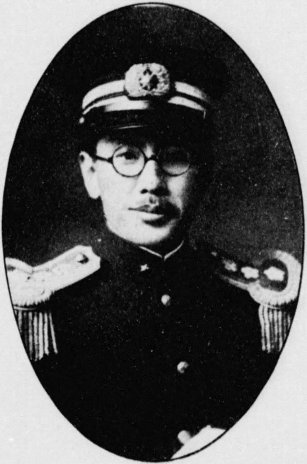
中谷秀

中谷 秀（なかたに しゅう、1885年（明治18年）8月29日 - 1973年（昭和48年）9月11日）は、日本の内務官僚。官選鳥取県知事。

## 経歴
島根県那賀郡渡津村（江津町を経て現江津市）出身。中谷初十郎の四男として生まれる。1913年（大正2年）に明治大学法科を卒業し、高等文官試験に合格。愛媛県属、愛媛県理事官、山口県理事官、長崎県理事官、奈良県警察部長、富山県警察部長、石川県内務部長、岩手県内務部長、愛知県内務部長などを歴任。1934年（昭和9年）に第28代鳥取県知事に就任し、室戸台風復興に尽力した。1936年（昭和11年）、退官。退官後は出雲電気株式会社専務、同副社長に就任した。のち全国購買販売組合連合会専務理事、農村科学研究所所長、日本澱粉株式会社監査役、東洋組網工業株式会社顧問、大隈鉄工所株式会社顧問を務めた。他に全国農業会理事等。墓所は多磨霊園

## 親族
- 高岡直吉 - 妻の父。宮崎県知事・島根県知事・鹿児島県知事・門司市長・札幌市長。